# Burza cenných papírů

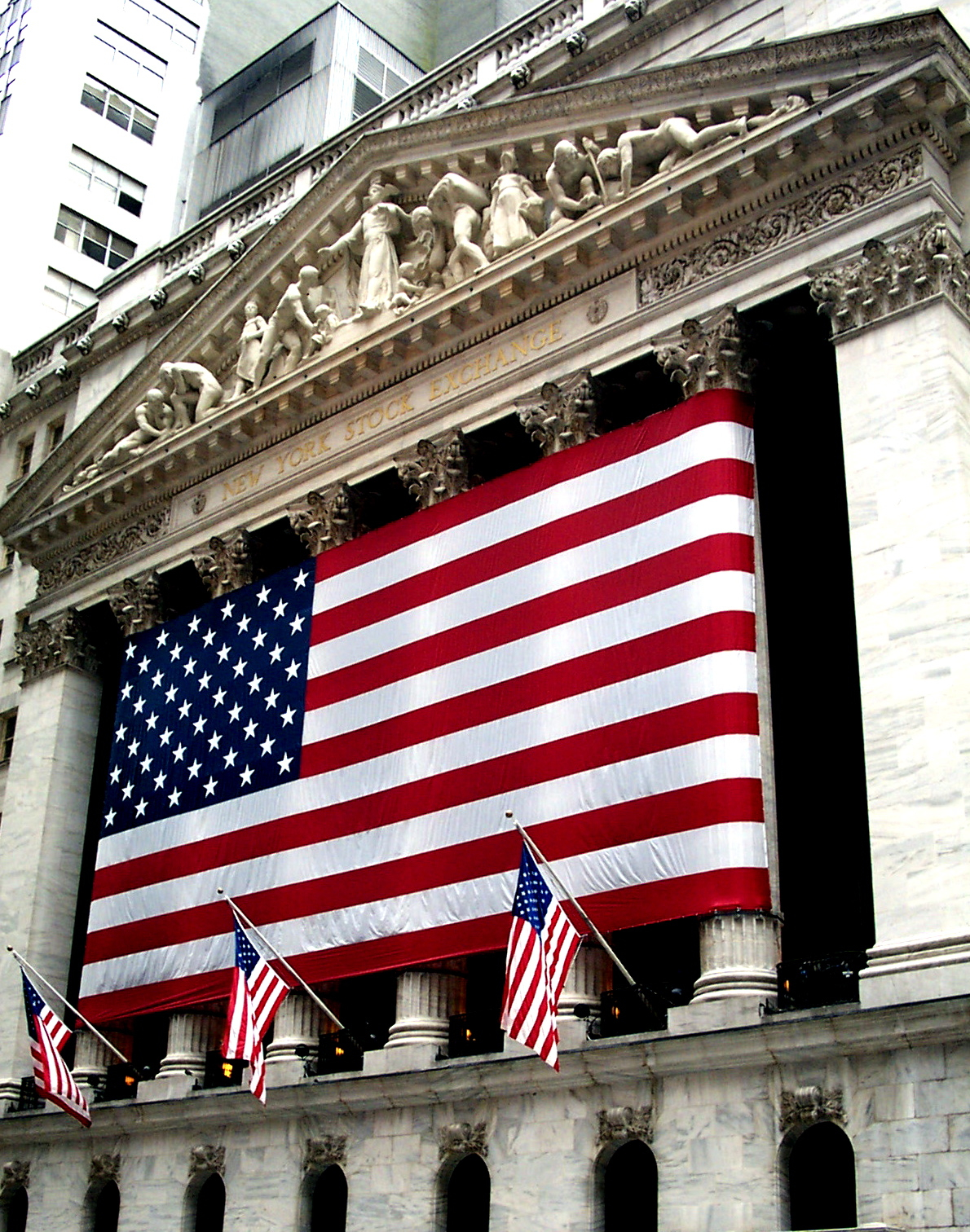
Budova burzy v New Yorku (New York Stock Exchange, NYSE)

Burza cenných papírů je místo obchodování cenných papírů.
Burza je právnickou osobou oprávněnou organizovat na určeném místě a ve stanovenou dobu poptávku a nabídku cenných papírů. Na burze se obchoduje s akciemi, cennými papíry a s dividendovými a úrokovými kupóny. Burza je akciovou společností, pro kterou platí ustanovení obchodního zákoníku.
Aktivity burz CP v ČR upravuje zákon č. 256/2004 Sb., ze dne 14. dubna 2004, o podnikání na kapitálovém trhu. Dohled nad burzami v ČR dříve vykonávala Komise pro cenné papíry (KCP), ale od roku 2006 už je dohled nad celým finančním trhem sjednocen a provádí ho Česká národní banka (ČNB) sama.

## Historie burz
Původ slova „burza“ pochází z latinského „bursa“, což znamená kožený měšec. Tři měšce byly také součástí erbu rodiny obchodníků „Van der Buerse“, do jejichž hostinců v belgických Bruggách se koncem 14. století sjížděli obchodníci zejména z Itálie nejen aby zde přespali, ale také uzavírali své obchody. Místu kolem hostince, kde obchody rovněž probíhaly, se začalo říkat „burzy“ a později se tento název přenesl i na instituci, která byla po úpadku Brugg zřízena v roce 1531 v Antverpách. Nesla název „Beurs“ a šlo o první burzu cenných papírů určenou pro obchod se směnkami a zlatými a stříbrnými mincemi. Konala se zde také první emise obligací vydaná městem Antverpy.
V roce 1602 nastala další významná událost v historii cenných papírů. Byla založena Nizozemská východoindická společnost (Verenigde Oostindische Compagnie), a to formou první veřejné emise akcií na Amsterodamské zbožové burze. V roce 1631 pak v Amsterdamu, tehdejším finančním centru Evropy, vznikla i burza cenných papírů, která již měla svá pevně daná pravidla obchodování i otevírací hodiny. S rozvojem obchodu s cennými papíry se vyvinula i nová burzovní technika, spekulace. Postupně vznikaly další burzy v "západním světě" jako v Berlíně (1739), Londýně (1745) či New Yorku (1792).
V ostatních světadílech byly zakládány burzy teprve ve druhé polovině 19. století. V roce 1860 vznikla burza v Bombaji a roku 1878 burza v Tokiu. V Sydney zahájila burza své obchodování v roce 1871, v Johannesburgu roku 1887. Burzovní obchodování v té době oživilo zavedení telegrafu, telefonu a potrubní pošty.
Ve 20. století vzrostl význam světových finančních center jako New York či Londýn a zdejší burzy začaly plnit funkci burz mezinárodních. Zejména do Spojených států zamířily pro kapitál stovky zahraničních společností. Díky tomu burzovní obchodování vzkvétalo a ceny akcií rostly. Zlom nastal až v říjnu 1929, kdy burzovním světem otřásl krach newyorské burzy. Následovala světová hospodářská krize, která si vyžádala množství bankrotů i zástupy nezaměstnaných.
Zásadní změna v burzovním obchodování v poválečném období nastala až s rozvojem výpočetní techniky v 70. a 80. letech, kdy se začaly používat počítačové sítě a elektronické systémy pro zadávání příkazů. Objevil se také nový druh trhu, organizovaný mimoburzovní trh, který fungoval do té doby neformálně a byl značně roztříštěn. Nestabilita na finančních trzích dala také vzniku novým finančním instrumentům, finančním derivátům, které umožnily zajištění proti riziku.
Devadesátá léta charakterizovala pokračující globalizace světové ekonomiky a rostoucí význam odvětví informačních technologií. Řada nadnárodních firem fúzovala a objevily se stovky nových emisí akcií, zejména technologicky orientovaných firem. Rozvoj Internetu dal také vzniku novému fenoménu - obchodování s akciemi on-line. To vše zvýšilo atraktivitu akciového trhu a odrazilo se v rapidním růstu cen akcií na všech světových burzách. Investiční euforie později dosáhla úrovně spekulativní bubliny, k jejímuž protržení došlo v roce 2000. Do 21. století tak akciový trh vstoupil poklesem.
Historie českého burzovnictví sahá do roku 1871. Významní představitelé hospodářské sféry tehdy v čele s velkoobchodníkem Aloisem Olivou shromáždili finanční prostředky - 29 780 zlatých - na založení a provoz první pražské burzy. Na ní se zpočátku obchodovalo jak s cennými papíry, tak se zemědělskými plodinami. Zejména obchod s cukrem byl natolik významný, že se burza stala střediskem obchodu této komodity pro celé Rakousko-Uhersko. Po první světové válce obchod se zbožím ustoupil do pozadí a na pražské burze probíhaly obchody pouze s cennými papíry. Příchod druhé světové války přerušil období meziválečného rozmachu pražské burzy a brány této instituce se na několik příštích desetiletí uzavřely. Česká burzovní tradice nalezla své pokračování až v letech devadesátých. Osm bankovních domů v roce 1992 vytvořilo společnost, jež se později na základě přijetí burzovního zákona přeměnila na Burzu cenných papírů Praha, a.s. První obchodní transakci zde uskutečnili 6. dubna 1993.